# 2020年12月14日日食
2020年12月14日日食是一次日全食，發生於2020年12月14日。新月當天（即朔日），地球上觀測到月球和太阳的角距離極小，此時月球如果恰好在月球交點附近，穿過太阳和地球之間，與地球、太阳接近一直線，則會出現日食。月球本影接觸地表而使該區域完全得不到陽光，就會形成日全食，同時在本影兩側數千公里的半影範圍內遮擋部分陽光，形成日偏食。此次日全食經過了智利和阿根廷，日偏食則覆蓋了南美洲中南部、非洲西南部和南極洲部分地區。

此次日全食過程中月影在地表移動的動畫

## 日食概況

### 出現區域
本次日食開始時，月球本影在馬克薩斯群島東北約690公里處的南太平洋最先接觸地表，當地在日出時最先看到日全食。然後本影向東南移動，從智利沿岸登上南美洲，在阿根廷內格羅河省七月九日縣西北部達到最大食分。此後本影進入南大西洋，逐漸轉向東北移動，在日落時分結束於納米比亞以西約340公里的洋面。
本次月球本影經過的陸地依次包括：
- 智利：比奧比奧大區莫查島及該大區大陸部分極西南角、阿勞卡尼亞大區南半部、河大區北部；
- 阿根廷：自西向東貫穿內烏肯省南部和內格羅河省後擦過布宜諾斯艾利斯省南端，其中最大食分位於內格羅河省七月九日縣西北部。[3][4]

除了狹窄的全食帶內能看見日全食之外，月球半影覆蓋範圍內都能看到日偏食，包括法屬玻里尼西亞中東部、皮特凯恩群岛、復活節島、克拉里翁島、克利珀頓島、南美洲亞馬遜雨林以南部分、圣赫勒拿、阿森松和特里斯坦-达库尼亚、安哥拉西南半部、南部非洲西半部及南極洲的南極半島和大西洋沿岸地區。

### 基本參數
- 類型：日全食
- 食甚中心處（位於阿根廷內格羅河省七月九日縣西北部）資料：
  - 時間：2020年12月14日16:13:29.8
  - 地點：40°20.1′S 67°57.6′W / 40.3350°S 67.9600°W
  - 食分：1.0254（全食帶內最大）
  - 本影寬度：90.2公里
  - 日全食持續時間：2分9.7秒
- 全食最長處資料：
  - 時間：2020年12月14日16:13:36
  - 地點：40°21′S 67°55′W / 40.350°S 67.917°W
  - 本影寬度：90.2公里
  - 日全食持續時間：2分9.7秒（全食帶內最長）[6]

## 相關的日食

### 2018-2021年的日食
月球交替位於相對的月球交點時，以半個交點年（食年），即約177天又4小時間隔出現下列日食。
註：2018年2月15日和2018年8月11日的日偏食屬於上一組交點年系列。
| 日食列表  |           |           |           |           |           |           |           |           |           |           |           |
| 1997-2000 | 2000-2003 | 2004-2007 | 2008-2011 | 2011-2014 | 2015-2018 | 2018-2021 | 2022-2025 | 2026-2029 | 2029-2032 | 2033-2036 | 2036-2039 |

| 升交點                   | 升交點                   |                            | 降交點                  | 降交點 |
| 沙羅周期                 | 地圖                     | 沙羅周期                   | 地圖                    |        |
| 117 澳洲墨爾本的日偏食   | 2018年7月13日 偏食（南） | 122 俄羅斯納霍德卡的日偏食 | 2019年1月6日 偏食（北） |        |
| 127 智利拉塞雷納的日全食 | 2019年7月2日 全食        | 132 斯里蘭卡賈夫納的日環食 | 2019年12月26日 環食     |        |
| 137 臺灣嘉義的日環食     | 2020年6月21日 環食       | 142                        | 2020年12月14日 全食     |        |
| 147                      | 2021年6月10日 環食       | 152                        | 2021年12月4日 全食      |        |

### 沙羅周期
沙羅周期長度為18年11天。本次日食屬於沙羅周期142，共包含72次日食，依次為1624年4月17日至1750年7月3日的8次日偏食、1768年7月14日的1次全環食（亦稱混合食）、1786年7月25日至2543年10月29日的43次日全食、2561年11月8日至2904年6月5日的20次日偏食，總共歷時1280.14年。其中最長的全食發生於2291年5月28日，共持續了6分34秒。
下表列舉了1901年至2100年間發生的屬於該周期的日食，是第17至27次：
| 17             | 18             | 19            |
| -------------- | -------------- | ------------- |
| 1912年10月10日 | 1930年10月21日 | 1948年11月1日 |
| 20             | 21             | 22            |
| 1966年11月12日 | 1984年11月22日 | 2002年12月4日 |
| 23             | 24             | 25            |
| 2020年12月14日 | 2038年12月26日 | 2057年1月5日  |
| 26             | 27             |               |
| 2075年1月16日  | 2093年1月27日  |               |

## 資料來源
1. ↑  樊忠玉. . 中国天文科普网.   [2018-01-24]. （原始内容存档于2014-09-17）.
2. 1 2  Fred Espenak. . NASA Eclipse Web Site.   [2018-01-24]. （原始内容存档于2017-11-21） （英语）.
3. ↑  Fred Espenak. . NASA Eclipse Web Site.   [2018-01-24]. （原始内容存档于2018-10-14） （英语）.
4. ↑  Xavier M. Jubier. .   [2018-01-24]. （原始内容存档于2018-01-24）.
5. ↑  Fred Espenak. . NASA Eclipse Web Site.   [2018-01-24]. （原始内容存档于2019-01-18）.（英文）
6. ↑  Fred Espenak. . NASA Eclipse Web Site.   [2018-01-24]. （原始内容存档于2017-02-08） （英语）.
7. ↑  Fred Espenak. . NASA Eclipse Web Site.（英文）

## 外部連結
- NASA日食專頁（页面存档备份，存于）（英文）
- 可見區域圖和時間統計：由弗雷德·埃斯佩纳克做出的日食預報，NASA/GSFC
  - Google互動地圖呈現的日食範圍
  - 貝塞爾元素
- Google地圖顯示的日全食和日偏食範圍（页面存档备份，存于）（法文）（英文）

| \| \| 日食 \|                             |                               |                                           |
| 上一次日食： 2020年6月21日日食 （日環食） | 2020年12月14日日食 （日全食） | 下一次日食： 2021年6月10日日食 （日環食） |
| 上一次日全食： 2019年7月2日日食           | 2020年12月14日日食 （日全食） | 下一次日全食： 2021年12月4日日食          |
|                                           | 日食                          |                                           |